# Nanakvada
Nanakvada è una suddivisione dell'India, classificata come census town, di 8.339 abitanti, situata nel distretto di Valsad, nello stato federato del Gujarat. In base al numero di abitanti la città rientra nella classe V (da 5.000 a 9.999 persone).

## Società

### Evoluzione demografica
Al censimento del 2001 la popolazione di Nanakvada assommava a 8.339 persone, delle quali 4.264 maschi e 4.075 femmine. I bambini di età inferiore o uguale ai sei anni assommavano a 711, dei quali 368 maschi e 343 femmine. Infine, coloro che erano in grado di saper almeno leggere e scrivere erano 6.997, dei quali 3.723 maschi e 3.274 femmine.